# Kravany (Košice)
Kravany (em húngaro: Kereplye) é um município da Eslováquia, situado no distrito de Trebišov, na região de Košice. Tem 6,33 km² de área e sua população em 2018 foi estimada em 350 habitantes.

## Demografia
| Ano:        | 1994 | 2004   | 2014   | 2024   |
| ----------- | ---- | ------ | ------ | ------ |
| Broj ljudi: | 334  | 337    | 351    | 362    |
| Razlika:    |      | +0,89% | +4,15% | +3,13% |

| Ano:               | 2023 | 2024   |
| ------------------ | ---- | ------ |
| Número de pessoas: | 369  | 362    |
| Diferença:         |      | -1,89% |